# Longueur de l'opéra
Longueur de l'opéra est un terme utilisé pour indiquer la longueur des vêtements eux- mêmes ou des accessoires de la mode féminine. L'expression s'applique à ce qui suit.
- Collier
- Gant (appelé gant d'opéra )
- Bas (taille [2],[3] )
- Porte-cigarette

Ils viennent dans une variété de longueurs, du court au long, mais celui dont la division de longueur est représentée comme "opéra" signifie souvent le plus long d'entre eux.
« L' opéra » est un art du spectacle typique de la culture occidentale . La relation entre elle et la "longueur de l'opéra" est inconnue. Cependant, les femmes qui jouent le rôle principal dans les bals d'opéra portent traditionnellement de longs colliers et de longs gants,,. Le mot « longueur d'opéra » est utilisé pour ces longueurs.

## Voir également
- Histoire de la mode occidentale
- robe de bal
- gant de soirée

## Les références
- (en) Cet article est partiellement ou en totalité issu de l’article de Wikipédia en anglais intitulé « Opera length » (voir la liste des auteurs).

1. ↑  « Dresssing for the Opera », janeausten.co.uk (consulté le 17 juin 2011)
2. ↑  Stockings size chart
3. ↑  Sizing info
4. ↑  Curtseys over cursing: 'Debutante' examines old-fashioned ceremony and its attendant good manners
5. ↑  (en) « Make Your Debut At The Vienna Opera Ball-Dresscode », wiener-staatsoper.at (consulté le 9 novembre 2019)
6. ↑  VIENNA BALL SEASON: EVERYTHING YOU EVER WANTED TO KNOW